# Аммон (Айдахо)
Аммон (англ. Ammon) — місто в окрузі Бонневілл, штат Айдахо, США. На 2009 чисельність населення становила 13 942 особи. Аммон є частиною агломерації Айдахо-Фолс.

## Історія
Аммон засновали мормони в 1889 році. Спочатку місто дістало назву «Соус-Айона» (англ. South Iona), оскільки воно було південною частиною міста Айона. Свою сучасну назву місто дістало на честь Аммона, місіонера з вчення мормонів. 1905 року Аммон отримав статус міста. Станом на 1930 рік поселення Аммона налічувало 270 мешканців, повна ж чисельність населення агломерації міста становила 1 100 осіб. Станом на 1990 рік в місті проживало 5 002 особи, таким чином, менш ніж за 20 останніх років його чисельність збільшилася в 2,5 рази.

## Географія та клімат
Аммон лежить у західно-центральній частині округу Бонневілль. Висота центральної частини міста становить 1 437 м. 
Аммон розташований за координатами 43°28′34″ пн. ш. 111°57′14″ зх. д. / 43.47611° пн. ш. 111.95389° зх. д. (43.476179, -111.953922).  За даними Бюро перепису населення США в 2010 році місто мало площу 18,82 км², з яких 18,80 км² — суходіл та 0,02 км² — водойми.

## Населення

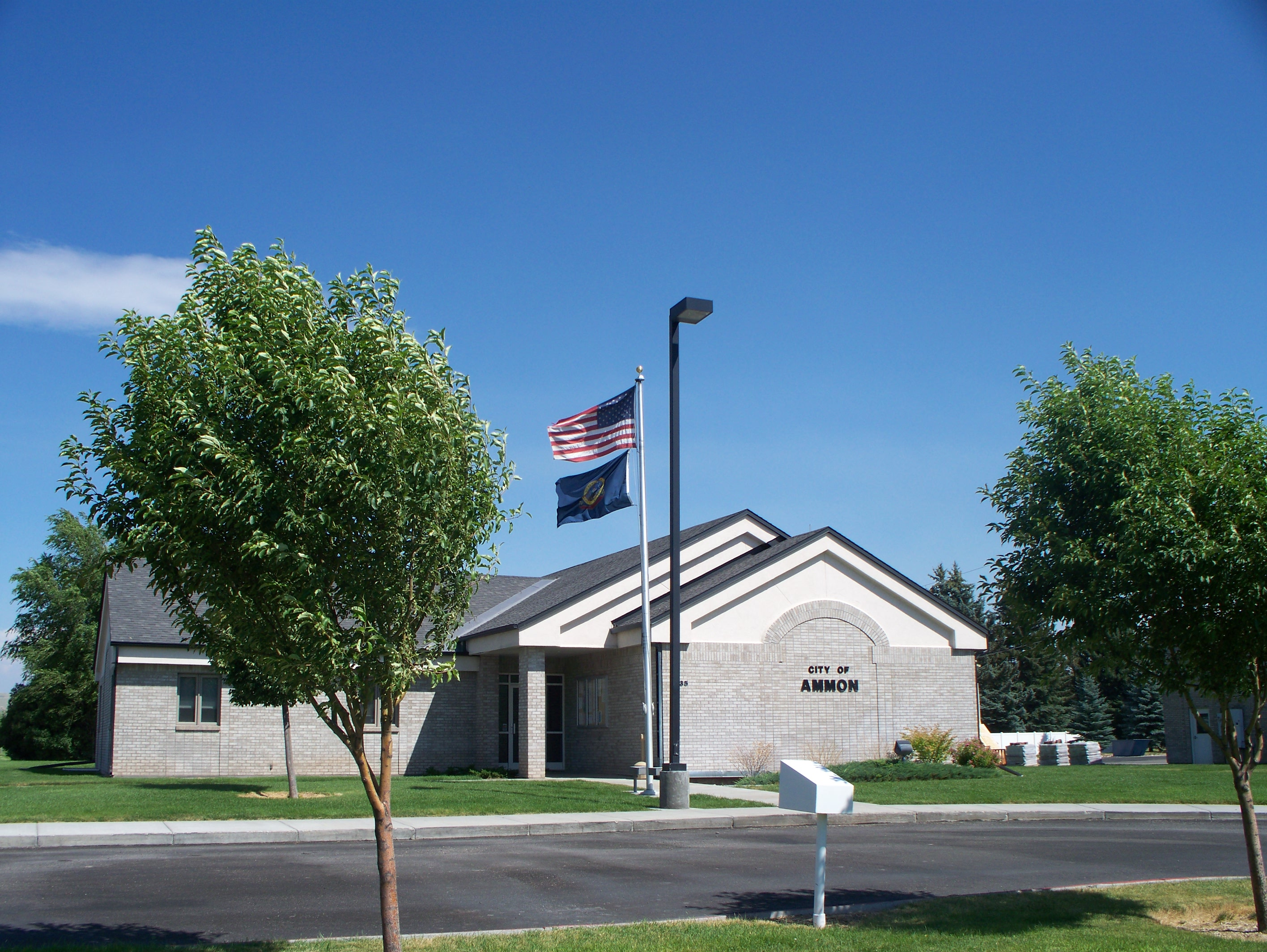
Міськрада міста Аммон

### Перепис 2010 року
За даними перепису 2010 року, у місті проживало 13 816 осіб у 4 476 домогосподарствах у складі 3 352 родин. Густота населення становила 734,8 особи/км². Було 4 747 помешкання, середня густота яких становила 252,5/км². Расовий склад міста: 94,1% білих, 0,5% афроамериканців, 0,5% індіанців, 0,8% азіатів, 0,1% тихоокеанських остров'ян, 2,2% інших рас, а також 1,8% людей, які зараховують себе до двох або більше рас. Іспанці та латиноамериканці незалежно від раси становили 6,4% населення.
Із 4 476 домогосподарств 46,4% мали дітей віком до 18 років, які жили з батьками; 61,4% були подружжями, які жили разом; 10,1% мали господиню без чоловіка; 3,4% мали господаря без дружини і 25,1% не були родинами. 21,3% домогосподарств складалися з однієї особи, у тому числі 8,2% віком 65 і більше років. У середньому на домогосподарство припадало 3,05 мешканця, а середній розмір родини становив 3,61 особи.
Середній вік жителів міста становив 29,6 року. Із них 36,3% були віком до 18 років; 7,7% — від 18 до 24; 27,5% від 25 до 44; 18,7% від 45 до 64 і 9,8% — 65 років або старші. Статевий склад населення: 48,9% — чоловіки і 51,1% — жінки.
Середній дохід на одне домашнє господарство  становив 79 688 доларів США (медіана — 61 725), а середній дохід на одну сім'ю — 87 489 доларів (медіана — 70 691). Медіана доходів становила 66 481 долар для чоловіків та 36 576 доларів для жінок. За межею бідності перебувало 8,5 % осіб, у тому числі 9,2 % дітей у віці до 18 років та 5,1 % осіб у віці 65 років та старших.
Цивільне працевлаштоване населення становило 5978 осіб. Основні галузі зайнятості: освіта, охорона здоров'я та соціальна допомога — 25,9 %, науковці, спеціалісти, менеджери — 16,3 %, роздрібна торгівля — 14,1 %.

### Перепис 2000 року
Расовий склад населення за даними перепису 2000 року:
- білі — 95,8%;
- афроамериканці — 0,3%;
- океанійці — 0,1%;
- індіанці — 0,4%;
- азіати — 0,6%;
- інші раси — 1,6%;
- дві і більше раси — 1,2%.

Із 1 843 домогосподарств 49,9% мали дітей віком до 18 років, які жили з батьками; 72,0% були подружжями, які жили разом; 9,4% мали господиню без чоловіка, і 16,1% не були родинами. 13,8% домогосподарств складалися з однієї особи, у тому числі 6,3% віком 65 і більше років. У середньому на домогосподарство припадало 3,27 мешканця, а середній розмір родини становив 3,62 особи.
Віковий склад міста: 36,3% віком до 18 років, 8,9% від 18 до 24, 26,8% від 25 до 44, 18,4% від 45 до 64 і 9,6% від 65 років і старші. Середній вік жителів — 29 року. Статевий склад населення: 49,2 % — чоловіки і 50,8 % — жінки.
Середній дохід домогосподарств у місті становив US$47 820, родин — $51 544. Середній дохід чоловіків становив $41 126 проти $21 301 у жінок. Дохід на душу населення в місті був $16 535. Приблизно 3,4% родин і 5,6% населення перебували за межею бідності, включаючи 5,0% віком до 18 років і 9,6% від 65 і старших.